# Денифль, Штефан
Штефан Денифль (нем. Stefan Denifl, род. 22 сентября 1987 в городке Фульпмес, Австрия) — австрийский профессиональный шоссейный велогонщик, выступающий за ирландскую профессиональную континентальную команду «Aqua Blue Sport».Чемпион Австрии 2008 года в индивидуальной гонке. Победитель этапа на Вуэльте Испании 2017.

## Карьера
Спортивную карьеру начал в 2001 году как маунтинбайкер, выступая за команду Team Bike Denifl. В 2003 году параллельно стал заниматься шоссейным велоспортом, через год сфокусировавшись только на нем. 
В 2006 году подписал первый контракт с австрийской профессиональной континентальной командой «Vorarlberger». 
С 2007 по 2009 года катался за команду «Elk Haus-Simplon», в составе которой стал чемпионом Австрии 2008 года в индивидуальной гонке среди элиты и андеров. 
В 2009 году был принят на стажировку в Cervélo TestTeam, после чего подписал с ней контракт на один год.
С 2013 по 2016 года выступал за швейцарскую команду «IAM Cycling», которая в 2015 году получила лицензию на выступления в мировом туре. 
В июне 2015 года первенствовал в горной классификации Тура Швейцарии. 
В октябре 2016 года вместе со своим сокомандником Ли Ховаром подписал контракт с ирландской проконтинентальной командой «Aqua Blue Sport».
6 сентября 2017 года Штефан Денифль впервые одержал победу на этапе гранд-тура, первенствовав на 20-м этапе Вуэльты Испании. Он отобрался в отрыв дня. На финальном подъёме высшей категории Лос-Мачукос с максимальными градиентами за 20 % его попутчики по отрыву Даниэль Морено (Movistar Team), Алессандро Де Марки (BMC Racing Team) и Жулиан Алафилипп (Quick-Step Floors) не смогли с ним удержаться и австриец в одиночку удержал преимущество до финиша, опередив ближайшего преследователя Альберто Контадора из команды «Trek-Segafredo» на 26 секунд.
Лишён всех достижений за употребление допинга.

## Достижения
2007
9-й, Эшборн — Франкфурт U23
2008
Чемпионат Австрии
1-й  Индивидуальная гонка
1-й  Индивидуальная гонка U23
1-й, Эшборн — Франкфурт U23
2009
1-й  Тур Тюрингии
7-Й, Тур Баварии
8-й, Тур Австрии
2010
7-й, Тур Австрии
7-й, Тур Баварии
8-й, Вуэльта Кастилии и Леона
2011
5-й, Гран-при Монреаля
9-й, Гран-при Валлонии
2012
5-й, Тур Лимузена
2013
Тур Баварии
 Горная классификация
Чемпионат Австрии
2-й  Индивидуальная гонка
5-й, Круг Сарты
2014
7-й, Париж — Ницца
2015
Тур Швейцарии
 Горная классификация
10-й, Тур Австрии
 Лучший австриец
2017
1-й  Тур Австрии
Вуэльта Испании
1-й на этапе 17

## Статистика выступлений

### Гранд-туры
| Гонка           | 2010 | 2011 | 2012 | 2013 | 2014 | 2015 | 2016 | 2017 |
| --------------- | ---- | ---- | ---- | ---- | ---- | ---- | ---- | ---- |
| Джиро д'Италия  | —    | —    | 75   | —    | —    | —    | 52   | —    |
| Тур де Франс    | —    | —    | —    | —    | —    | —    | —    | —    |
| Вуэльта Испании | НФ   | —    | —    | —    | —    | —    | —    | 58   |

| —  | Не участвовал  |
| НФ | Не финишировал |